# Robert Fournier-Sarlovèze
Mortimer Henri-Robert Fournier-Sarlovèze (París, 14 de gener de 1869 – Compiègne, Oise, 18 de juliol de 1937) va ser un jugador de polo francès.
El 1900 va prendre part en els Jocs Olímpics de París, on guanyà la medalla de bronze en la competició de polo com a integrant de l'equip Bagatelle Polo Club de Paris. En aquest equip també hi competien Frederick Agnew Gill, Maurice Raoul-Duval i Edouard Alphonse de Rothschild. La seva dona, Madeleine Fournier-Sarlovèze, disputà la prova femenina de golf en aquests mateixos Jocs.
Posteriorment es dedicà a la política i fou membre del parlament de l'Oise entre 1910 i 1914 i entre 1918 i 1932. També fou alcalde de Compiègne.